# قانون دفاع از ازدواج
قانون دفاع از ازدواج (به انگلیسی: Defense of Marriage Act) یا دُما (DOMA) قانونی در ایالات متحده آمریکا می‌باشد که در سال ۱۹۹۶ تصویب شده است و ازدواج را بین یک مرد و یک زن تعریف می‌کند و همچنین ایالت‌ها را ملزم به به‌رسمیت‌شناختن حقوق زوج‌های همجنس‌گرا (در صورتی که در ایالت‌های دیگر چنین حقوقی به آن‌ها اعطا شده باشد) نمی‌کند. دیوان عالی آمریکا در ۲۶ ژوئن ۲۰۱۳ بند سوم این قانون را به نفع همجنس‌گرایان لغو کرد.

## تاریخچه
در سال ۱۹۹۶ مخالفان ازدواج همجنس‌گرایان بیم آن داشتند که ازدواج همجنس‌گرایان در هاوایی قانونی گردد و در آن صورت ایالت‌های دیگر مجبور بودند حقوق زوج‌های ازدواج کرده در آن ایالت را به رسمیت بشناسند و این انگیزه‌ای برای ایجاد قانون دفاع از ازدواج بود که ایالت‌های دیگر را ملزم به به رسمیت شناختن چنین ازدواج‌هایی نمی‌کرد و ازدواج را به صورت فدرال پیوندی میان یک مرد و یک زن تعریف می‌کرد. قانون دفاع از ازدواج با استقبال بالایی در کنگره مواجه شد و پس از تصویب در مجلس نمایندگان و مجلس سنا، توسط بیل کلینتن در ۲۱ سپتامبر ۱۹۹۶ امضا شد.

## پیامدها
قانون دُما نقش زیادی در تضعیف حقوق همجنس‌گرایان داشت و آنان را از حمایت‌های فدرال محروم می‌کرد. برخی از این حقوق عبارتند از: به رسمیت شناختن قانونی رابطه، دسترسی به مزایای شغلی شریک زندگی، حق ارث، مالیات مشترک و معافیت از مالیات، مهاجرت و اقامت دائم، حمایت از خشونت خانگی، و حق زندگی با یکدیگر در ارتش و زندگی دانشجویی. همچنین زوج‌های همجنس‌گرا با محدودیت‌های بسیاری برای سرپرستی فرزند مواجه بودند و در صورت پایان یافتن رابطه‌شان نمی‌توانستند از دادگاه حق ملاقات با فرزندشان را دریافت کنند.

## سرانجام
دیوان عالی آمریکا در ۲۶ ژوئن ۲۰۱۳ با ۴ رأی مخالف و ۵ رأی موافق، بخشی از این قانون که زوج‌های همجنس‌گرا را از حقوق و مزایای فدرال محروم می‌نمود، لغو کرد. دادگاه این قانون را که دولت فدرال را از به رسمیت شناختن ازدواج همجنس‌گرایان باز می‌داشت، مخالف قانون اساسی دانست. به این ترتیب زوج‌های همجنس‌گرا از حقوق و مزایای فدرال برابر با زوج‌های دگرجنس‌گرا بهره‌مند شدند.